# لوژیتسه (ناحیه موست)
لوژیتسه (به چکی: Lužice) یک منطقهٔ مسکونی در جمهوری چک است که در ناحیه موست واقع شده‌است. لوژیتسه ۸٫۷۹ کیلومتر مربع مساحت و ۴۳۵ نفر جمعیت دارد و ۲۴۵ متر بالاتر از سطح دریا واقع شده‌است.